# Ermita de les santes Justa i Rufina
L'Ermita de les santes Justa i Rufina és una ermita situada al municipi valencià d'Agost (l'Alacantí) que va ser construïda el 1821. Es tracta d'una ermita de xicotetes dimensiones que es mostra com l'expressió de l'ofici de terrisser, del qual les patrones són les santes titulars.
L'edifici és de planta quasi quadrada, la cúpula sobre petxines, se sustenta sobre un tambor de poca alçària, remarcat per una cornisa de color gris que ressalta sobre les parets pintades en blanc. Este tambor compta amb huit finestres que li donen a l'espai una gran lluminositat.
A l'exterior els acabats estan enlluïts amb els colors blanc i groc. Rematant la façana es troba un campanar de paret amb pinacles de ceràmica verda i marró, colors de la terrisseria local que també s'utilitza en les teules envernissades de la cúpula.